# جانی مک‌کنزی
جانی مک‌کنزی (انگلیسی: Johnny MacKenzie; ۴ سپتامبر ۱۹۲۵ – ۵ ژوئیهٔ ۲۰۱۷) بازیکن فوتبال اهل اسکاتلند بود.
از باشگاه‌هایی که در آن بازی کرده‌است می‌توان به باشگاه فوتبال دومبارتون، باشگاه فوتبال ای‌اف‌سی بورنموث، باشگاه فوتبال فولام، باشگاه فوتبال پاتریک تیسل، و باشگاه فوتبال دری سیتی اشاره کرد.
وی همچنین در تیم ملی فوتبال اسکاتلند بازی کرده‌است.